# Lüganuse
Lüganuse (německy Luggenhusen) je městečko v estonském kraji Ida-Virumaa, samosprávně patřící do obce Lüganuse, jejímž je administrativním centrem. Městečko leží bezprostředně severně od města Püssi.
Nejstarší historickou zmínkou o Lüganuse je Kniha počtů království dánského, která je zmiňuje ve 13. století pod jménem Lygenus jako jednu z větších vesnic Vironska.

## Galerie

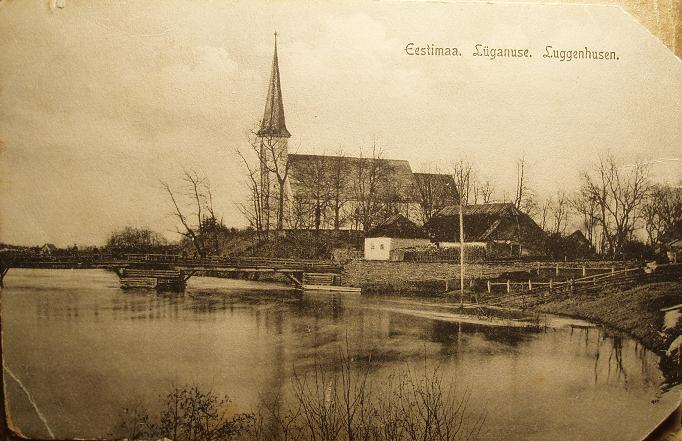
Historická fotografie kostela sv. Jana Křtitele
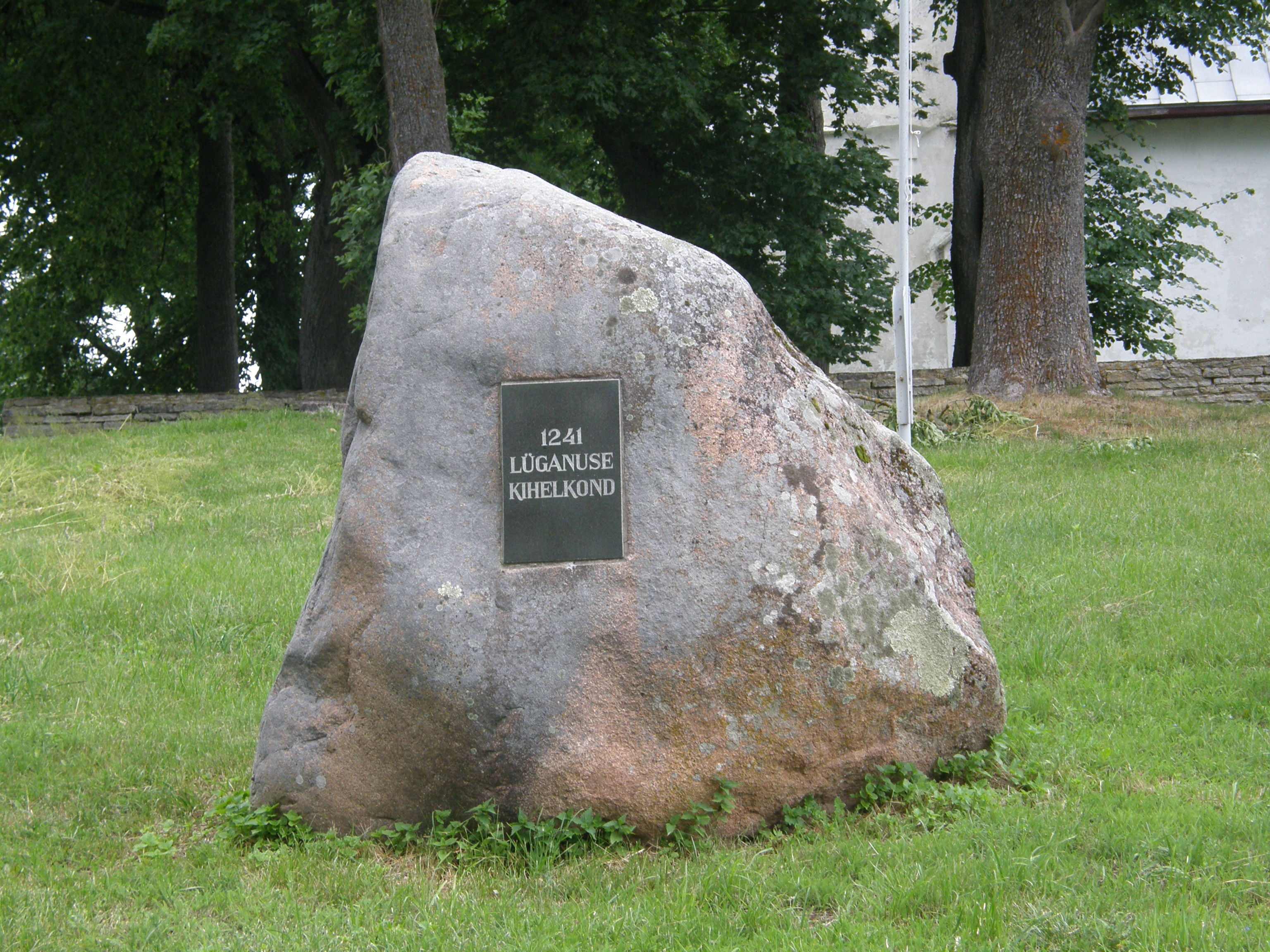
Kámen s pamětní deskou první zmínky farního kostela v Lüganuse